# Adam Bydžovský
Adam Bydžovský (22. srpna 1999 – 10. května 2025) byl český reprezentant a trenér juda, juniorský vicemistr ČR a dorostenecký mistr ČR.

## Život
Narodil se 22. srpna 1999. Rodiče jej v sedmi letech přihlásili na judo, věnoval se však také fotbalu či florbalu. Působil v klubu TJ Sokol Žižkov II. Studoval na Obchodní akademii Kubelíkova 37 v Praze 3 sportovní management.
V roce 2019 s Davidem Klammertem ovládl turnaj dvojic Judo Magazín Couple Cup. Po řadě úspěchů v juniorském judu pokračoval také v seniorské reprezentaci, s níž mimo jiné startoval na mistrovství Evropy družstev 2022. Začal se také věnovat výchově mladých judistů jako trenér ve svém domovském klubu TJ Sokol Žižkov II.
Zemřel náhle 10. května 2025.

## Sportovní úspěchy
Mezi jeho největší sportovní úspěchy patří:
- Mistrovství České republiky dorostu 2015 – 2. místo
- Mistrovství České republiky dorostu 2016 – 1. místo
- Mistrovství České republiky juniorů 2016 – 2. místo
- Banská Bystrica 2017 – 2. místo
- Mistrovství světa v Nassau na Bahamách 2018 – 7. místo v kategorii do 73 kg[7][8]
- Evropský pohár v Brémách – 2. místo
- Evropský pohár v Gdyni – 3. místo